# Sulpicia Dryantilla

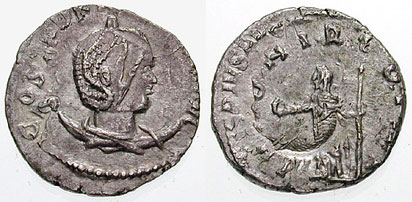
Antoninianus emis de Sulpicia Dryantilla Augusta. Monedele lui Regalianus și ale soției sale au fost bătute peste monede ale împăraților precedenți (acesta a fost bătut peste un antonianus al lui Maximin Tracul), și toate provin de la atelierul monetar din Carnuntum, în Pannonia.

Sulpicia Dryantilla (d. 268) a fost soția lui Regalianus, uzurpator roman împotriva lui Gallienus. Practic, nu se știe nimic de ea, cu excepția faptului că ea a fost fiica lui Claudia Ammiana Dryantilla și Pollio Sulpicius, un senator realizat și ofițer sub Caracalla. Ei i-a fost acordat titlul de Augusta de către Regalianus. A murit cel mai probabil în 268, împreună cu soțul ei, când a fost ucis de o coaliție formată din propriul său popor și roxolani.